# Église Saint-Romain d'Étréham
Pour les articles homonymes, voir Église Saint-Romain.
L'église Saint-Romain est une église catholique située à Étréham, en France.

## Localisation
L'église est située dans le département français du Calvados, sur la commune d'Étréham.

## Historique

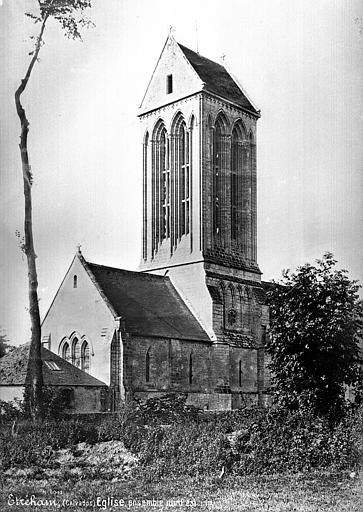
L'église en 1892.

L'édifice est classé au titre des monuments historiques en 1840.